# Francisco Serrano Anguita
Francisco "Paco" Serrano Anguita, que usó el seudónimo de Tartarín (Sevilla, 10 de septiembre de 1887-Madrid, 12 de febrero de 1968), fue un periodista y autor dramático español.

## Biografía
Nació en Sevilla en la calle Marqués de Paradas. Pero desde muy joven residió en Madrid. Está enterrado en un panteón familiar, en el Panteón de los hombres ilustres del madrileño cementerio de la Almudena. Era hijo del periodista Francisco Serrano Palacios. Al igual que su padre, desde muy temprana edad sintió una gran inclinación por todo lo referente al periodismo y la literatura.
En Madrid, vivió primero (ya casado) en la calle de Santa Engracia y después y hasta su muerte en la calle de Sagasta n.º 15, 5º, donde tenía su despacho. Tiene una calle dedicada justo en el cruce de la calle Sagasta (próxima a su vivienda) debido a que fue él quien indagó lo erróneo del nombre original de dicha calle. A las afueras de Madrid, en El Escorial, alquilaban una casita donde pasaban algunos fines de semana de primavera y otoño. Y en los veranos la familia se trasladaba a San Sebastián. Hábitos estos dos muy de moda entre la burguesía de la época.
Se casó con Julia Modroño Gómez en la iglesia madrileña de San Ginés. No tuvieron hijos, pero criaron a dos de sus sobrinos más pequeños, Angelita Sánchez-Albornoz Modroño (que trabajará como secretaria en el madrileño diario Ya) y Félix Sánchez-Albornoz Modroño como sus propios hijos. Estos, a su vez, estaban emparentados con el historiador medievalista y republicano Claudio Sánchez-Albornoz.

## Trayectoria literaria
Su vida periodística estuvo emparejada con el teatro, escribió más de sesenta comedias. Fue redactor jefe de La Tribuna, Heraldo de Madrid e Informaciones. En los últimos años de su vida trabajó en el diario Madrid.
Durante algún tiempo firmó diferentes artículos y publicaciones con el pseudónimo de “Tartarín”.
Pero si su obra como comediógrafo fue pródiga, no lo fue menos su obra periodística. En 1960 le fue concedida la Medalla de plata al Mérito en el Trabajo. También era poseedor de la Cruz de la Orden al Mérito Civil. En 1954 fue nombrado periodista de honor.
Su pluma, limpia, clara, excelente le dio como redactor de sucesos un gran éxito con motivo del asesinato del Capitán Sánchez.

Era un habitual de las tertulias del café Chicote en la madrileña calle de la Gran Vía, y amigo personal de Perico Chicote.

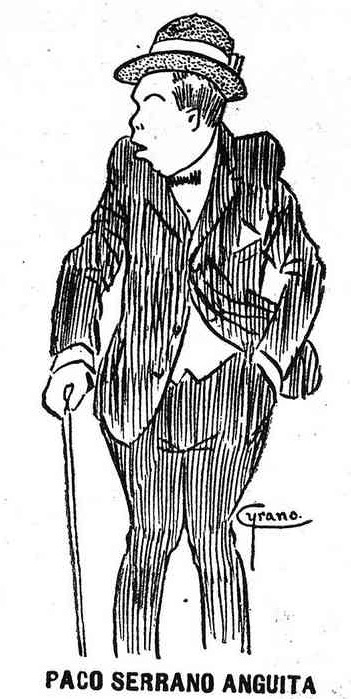
Caricaturizado por Cyrano (1911)

Fue uno de los impulsores, con Eduardo Marquina, de la Sociedad General de Autores, de cuya biblioteca fue director, entre otros cargos. En la SGAE se conserva uno de los retratos que se hizo en vida, en concreto el realizado por el pintor andaluz Cruz Herrera. Otro de los retratos fue realizado por el pintor valenciano, Santiago de Les, para el cual sólo posaba 10 minutos diarios en el salón de su propia casa en Madrid. Compartió intereses literarios en dos ámbitos, el periodismo y el teatro, como autor lírico y dramaturgo, con una fructífera producción en ambos. Estrechamente vinculado a la Sociedad General de Autores y Editores donó al Archivo de la SGAE una importante colección fotográfica en la que destacan un nutrido grupo de reportajes de sus estrenos teatrales. Este fondo está inventariado y digitalizado y se puede consultar en la propia sede de la SGAE en Madrid, a pocos pasados de donde vivía en Madrid y de donde tiene una calle dedicada.
Fue nombrado cronista oficial de la Villa de Madrid el 31 de diciembre de 1954. El Cuerpo de Cronistas Oficiales de la Villa de Madrid está conformado por personas físicas, por designación municipal, siempre a título personal y no por representación, con carácter honorífico, vitalicio y no remunerado. El título lo otorga el pleno del Ayuntamiento de Madrid a personas que se hayan distinguido en su actividad profesional en cualquier tipo de estudios, investigaciones, publicaciones o trabajos, o divulgación sobre temas relacionados con Madrid. El despacho del Cuerpo de Cronistas de la Villa de Madrid ha estado situado históricamente en la Casa de la Panadería. Actualmente, se ubica en el Palacio de Cañete (calle Mayor, 69), compartiendo espacio con la biblioteca del Instituto de Estudios Madrileños. Desde 1923 hasta 2014, el pleno del Ayuntamiento de Madrid ha realizado veintiocho nombramientos y entre ellos, el de Francisco Serrano Anguita, en diciembre de 1954  y hasta su fallecimiento en febrero de 1968, que desde su columna periodística diaria “Aquí Madrid” era una de las voces acreditadas en su época del acontecer diario en el Madrid de la posguerra.
También escribió el texto del libreto de la opereta/zarzuela grande (en 3 actos): Black el Payaso. Esta incursión en el mundo musical, fue debida a la gran amistad que unía a Francisco Serrano Anguita con el compositor donostiarra Pablo Sorozábal y que en la época franquista no lo estaba pasando especialmente bien, por lo cual Paco, decidió apoyarlo escribiendo el libreto. La zarzuela fue estrenada en Barcelona para eludir mejor el cerco franquista, el 21 de abril de 1942 en el Teatro Coliseum (Gran Vía) y la obra fue un gran éxito.
Marcó, sin embargo, una separación artística entre Sorozábal y el barítono Marcos Redondo, que había estrenado una década antes Katiuska, la mujer rusa, por motivos que no quedan claros. Fue una de las últimas y más ambiciosas obras que entró en el repertorio zarzuelístico. Como es propio de las operetas, se ambienta en un ficticio principado europeo, con confusiones de identidad, nobles derrocados y amoríos. La estructura es propia de la zarzuela grande, tres actos. Hay sorprendentes alusiones a la época del estreno, como los recuerdos de Sofía sobre la guerra civil orosoviana ("Destrozó mi país / la tragedia cruel"). El verdadero rey prefiere trabajar como pianista en el exilio y Black, el payaso, resulta un buen gobernante. Resulta chocante que en plena guerra mundial y tan sólo tres años después de finalizar la guerra civil española, se pudiera cantar tal obra, pero queda enmascarado con la ambientación centroeuropea. No hay ritmos de baile españoles, y sí un fuerte elemento zíngaro, las czardas. Recientemente, ha sido interpretada y grabada en CD por el tenor lírico Alfredo Kraus, fallecido en 1999.
Otra de las novedades que introdujo Francisco Serrano Anguita, en esta zarzuela, fue en la representación, al aparecer una de las intérpretes (la princesa Sofía) sentada en un palco del público, algo común hoy en el teatro contemporáneo. También llamativo para la época fueron los nombres en inglés de los payasos protagonistas: Black & White, en una época autárquica en la que todo extranjerismo era mal visto.

## Obras
- No seas embustera 1931
- Siete puñales 1933
- Tu vida no me importa 1934
- El famoso Carballeira 1935
- Tierra en los ojos.Estrenada en el Teatro Lara, 12/02/31
- El alma del negocio. Estrenada en el Teatro Eslava, 04/11/26
- El aire de Madrid. Estrenada en el Teatro Infanta Isabel. 01/12/24
- Juan de las Viñas. Estrenada en el Teatro Fígaro. 16/11/31
- Manos de Plata. Estrenada en el Teatro Lara, 17/11/31; Premiada por la Real Academia Española.
- Entre todas las mujeres. Estrenada en el Teatro Lara. 20/11/31
- Hombre de presa. Estrenada en el Teatro Lara. 18/02/32
- Tres líneas de El Liberal. Estrenada en el Teatro Fontalba. 07/04/32
- De escaleras arriba. Estrenada en el Teatro Cómico. 15/09/1933
- La paz de Dios. Estrenada en el Teatro Fontalba. 4/10/1934
- Las hijas de Lot. Estrenada en el Teatro Eslava. 01/09/39
- Cartel de feria. Estrenada en el Teatro Cómico. 20/10/39
- Nuestros blasones. Estrenada en el Teatro Lara. 16/09/43.
- Black el Payaso. Libreto de la zarzuela grande/opereta en 3 actos con música de Pablo Sorozábal. Estrenada en el Teatro Coliseum, Barcelona. 21/04/1942.
- Todo Madrid. Estrenada en el Teatro de la Zarzuela. 28/09/44
- Nuestra familia. Estrenada en el Teatro de la Zarzuela. 16/10/45
- La prueba del ángel. Estrenada en el Teatro Alcázar. 07/09/46
- Quince diamantes. Estrenada en el Teatro Rialto. 05/09/47
- Luna de hiel. Estrenada en el Teatro Reina Victoria. 04/01/50